# Frank Terpil
Frank Edward Terpil (* 2. November 1939 in New York City; † 1. März 2016 in Havanna, Kuba) war ein US-amerikanischer Geheimdienstagent und Waffenhändler. Nach seinem Ausscheiden aus der Central Intelligence Agency (CIA) in den 1970er Jahren versorgte er als „Rogue Agent“ die Diktatoren der Welt mit Waffen, darunter Ugandas Idi Amin und Libyens Muammar al-Gaddafi. Er soll allerdings weiterhin über beste Kontakte zur CIA verfügt haben, darunter zu Edwin Paul Wilson, mit dem er zusammen die Aufrüstung Libyens vorantrieb. Um sich einer langen Haftstrafe wegen Waffenhandels in den USA zu entziehen, lief er in den 1980er Jahren nach Kuba über, wo er 2015 starb.

## Biografie
Terpil stammt aus Brooklyn, wo er als Sohn des Mitarbeiters eines Telekommunikationsunternehmens geboren wurde, der verstarb, als Frank 12 Jahre alt war. Nach einem kurzen Aufenthalt in der US-Armee trat er 1965 in den Dienst der CIA, wo er für die Technical Services Division tätig war, die Technologie und Waffen für verdeckte Operationen in der ganzen Welt bereitstellte. 1970 wurde er von der CIA nach Indien entsandt, wo er sich dem guten Leben hingab. Er kaufte sich einen Cadillac, mietete ein großes Haus in einer begehrten Gegend in Neu-Delhi und begann mit Devisengeschäften zwischen Afghanistan und Indien viel Geld zu verdienen. Seine Vorgesetzten waren davon nicht begeistert und stellten ihn 1971 frei. Seinen eigenen Angaben zufolge arbeitete Terpil danach als „Freelancer“, wobei unklar ist, ob er der CIA tatsächlich den Rücken kehrte. Terpil behielt weiterhin Kontakte zu hochrangigen CIA-Agenten wie Ted Shackley und seinem Verbündeten Edwin Paul Wilson (mit dem er später bei der Bewaffnung Libyens zusammenarbeitete).
Seine erste Station als Freiberufler führte Terpil nach Libyen, nachdem er dessen Diktator Muammar al-Gaddafi Mitte der 1970er in der libyschen Botschaft in London getroffen hatte. Er versorgte diesen mit Sprengstoff, Söldnern sowie Waffen und bot außerdem seine Dienste zur Ermordung von Regimegegnern im Ausland an. Insbesondere soll Gaddafi 1976 Edwin P. Wilson und Frank Terpil eine Million Dollar angeboten haben, um eine Gruppe von Exilkubanern, die an der Invasion in der Schweinebucht beteiligt waren, für die Ermordung von Umar Muhaischi anzuwerben. Er arbeitete überdies gleichzeitig mit dem ugandischen Diktator Idi Amin zusammen, der ihm den Namen Waraki („Weißer Blitz“) gab. In Uganda arbeitete Terpil von einem Büro in einem Gebäude aus, welches als Folterzentrum genutzt wurde und in dem Regimegegner in winzigen Zellen übereinandergestapelt wurden, bis sie starben. Terpil (der Amin mit Waffen, Überwachungstechnologie und Folterwerkzeug ausrüstete) gab später an, dies nicht mitbekommen zu haben. Bei einem Dinner mit seinem guten Freund und angeblichen Kannibalen Amin soll Terpil außerdem eine menschliche Leber verspeist haben. In der Nacht, in der Amins Herrschaft schließlich endete, am 13. April 1979, wurde Terpil im Präsidentenflugzeug nach Libyen ausgeflogen, wobei er kurz vor dem Abflug aus Entebbe einen Koffer voller Gold in das Flugzeug lud.
1980 wurde er von einem US-Gericht unter anderem wegen der illegalen Lieferung von 20 Tonnen Plastiksprengstoff an Gaddafi und des versuchten Verkaufs von 10.000 Maschinengewehren angeklagt. Terpil kam jedoch auf Kaution frei und konnte sich rechtzeitig ins Ausland absetzten (möglicherweise dank seiner CIA-Kontakte). 1981 wurde er in Abwesenheit zu 53 Jahren Haft verurteilt, wobei der Richter seine Operationen als „Handel mit Tod und Zerstörung“ bezeichnete. Er ging in den Libanon, wo er für Jassir Arafat und die PLO arbeitete. Bei einem Aufenthalt in Syrien wurde er für sechs Monate von Hafiz al-Assad in Haft genommen, der ihn verdächtigte, ein amerikanischer Spion zu sein. Dank seiner Kontakte konnte er jedoch seine Freilassung erreichen. 1982 produzierten der Journalist David Fanning und der Regisseur Antony Thomas den Film Frank Terpil: Confessions of a Dangerous Man, der mit dem Emmy Award für die beste investigative Dokumentation ausgezeichnet wurde. Die beiden reisten nach Beirut, um fünf Tage lang mit Terpil zu sprechen. Der New Yorker beschrieb Terpil als einen Mann, der „nicht unter einem schlechten Gewissen leidet“.
Als Israel 1982 in den Libanon einmarschierte, zog Terpil nach Kuba, das zu dieser Zeit im Streit mit den USA lag und einem Embargo unterlag. Terpil arbeitete für den kubanischen Geheimdienst unter dem Decknamen Curiel  und versuchte, CIA-Agenten zum Überlaufen zu bewegen, obwohl er betonte, kein Kommunist zu sein. Terpil und der flüchtige Betrüger Robert Vesco taten sich zusammen und boten der kubanischen Regierung ihr Kontaktnetz an. In den 1990er Jahren wurden beide jedoch unter Hausarrest gesetzt, weil sie die kubanische Regierung betrogen haben sollen. Es wurde berichtet, dass Vesco 2007 in Havanna starb, aber Terpil behauptete, Vesco habe seinen Tod inszeniert und sei nach Sierra Leone geflohen. Die letzten Jahre seines Lebens verbrachte Terpil unter einer Tarnidentität als australischer Rentner mit einer jungen kubanischen Frau in Playas del Este. Im Jahr 2015 verschlechterte sich sein Gesundheitszustand; ein Bein und ein Teil des anderen Fußes wurden aufgrund von Komplikationen im Zusammenhang mit Diabetes amputiert. Er soll am 1. März 2016 im Alter von 76 Jahren an Herzversagen gestorben sein.